# Rebelia macedonica
Rebelia macedonica är en fjärilsart som beskrevs av Rudolf Pinker 1956. Rebelia macedonica ingår i släktet Rebelia och familjen säckspinnare. Inga underarter finns listade.